# Свети Николай (Коман)
„Свети Николай“ (на гръцки: Ιερός Ναός Αγίου Νικολάου) е възрожденска православна църква в кайлярското село Коман (Команос), Гърция, част от Леринската, Преспанска и Еордейска епархия на Цариградската патриаршия, под управлението на Църквата на Гърция.
Църквата е построена в 1858 година. Отлично запазен е възрожденският ѝ интериор, както и красиви стенописи от последната четвърт на XIX век.